# Schmittviller
Schmittviller (deutsch Schmittweiler) ist eine französische Gemeinde mit 335 Einwohnern (Stand 1. Januar 2022) im Département Moselle in der Region Grand Est (bis 2015 Lothringen). Sie gehört zum Arrondissement Sarreguemines und zum Kanton Bitche.

## Geografie
Das Dorf liegt im südwestlichen, landwirtschaftlich geprägten Teil des Bitscher Landes 46 Kilometer südlich von Saarbrücken. Die Gemeinde liegt teilweise im Naturpark Nordvogesen. Schmittviller hat die kleinste Fläche aller Gemeinden im Bitscher Land. Der Ort wird vom hohen Schlossgebäude dominiert.

## Geschichte
Schmittviller wurde im 11. Jahrhundert erstmals als Smitwilre erwähnt. Am Ende des 17. Jahrhunderts war die Ansiedlung auf ein Hofgut zusammengeschrumpft, das Herzog Leopold seinem Finanzminister Jean-Frédéric de Dithmar zu Lehen gab. Dieser errichtete ab 1726 das noch bestehende Schloss und gab damit den Anstoß, dass sich wieder ein Dorf entwickelte.
Das Gemeindewappen ist „redend“: das Hufeisen steht für den Schmied / Schmitt; der goldene Rahmen weist darauf hin, dass Schmittviller Teil der Grafschaft Bitsch war.
Zwischen 1811 und 1837 war Schmittviller Teil der Gemeinde Rahling und wurde dann wieder eine selbständige Gemeinde.

### Bevölkerungsentwicklung
| Jahr      | 1962 | 1968 | 1975 | 1982 | 1990 | 1999 | 2007 | 2019 |
| Einwohner | 292  | 313  | 327  | 311  | 308  | 289  | 344  | 316  |

In die Mitte des 19. Jahrhunderts fiel ein deutlicher Bevölkerungsanstieg.

## Sehenswürdigkeiten
Das Schloss von 1726 fällt durch sein hohes Ziegeldach auf, erscheint sonst aber eher als nüchterner Zweckbau. 
Die neugotische Kirche von 1866 ist der Jungfrau Maria geweiht. Sie ersetzte eine ältere Kapelle. Um die Kirche ist der Friedhof angelegt.
Darüber hinaus gibt es zahlreiche Lothringerkreuze in der Gemarkung.

## Belege
1. ↑  Wappenbeschreibung auf genealogie-lorraine.fr (französisch)